# Oversætter
|  | Inden for datalogi er oversætter et synonym for compiler |
En oversætter er en person, der lever af at oversætte tekster fra et sprog til et andet. Den kreative proces i oversættelsen minder om forfatterens, men opgaven er naturligvis mere bunden.
En række forfattere tager oversættelsesopgaver, ofte for at supplere indtægten.